# Нам (фамилия)
Нам (кор. 남 [南], буквально «юг, южный») — корейская фамилия.
В 1985 было 53 011 семей Намов, в которых проживало 0,5 % населения Южной Кореи, а фамилия заняла 30-е место среди 274.
Существует также омофоничная немецкая фамилия Нам, нем. Nahm, намного менее распространённая и имеющая иное происхождение.

## История
Во всех корейских фамилиях имеются разделения на боны (пои). Корейские Боны (пои) происходят от исторических названий провинций Кореи (уезды), где проживали родоначальники этих фамилий. Местами происхождения фамилии Нам считаются 4 уезда: Ёнънянъ, Ыйрён, Косон и Намвон. Все остальные боны являются ответвлениями вышеперечисленных родов и считаются кровными родственниками.
Основателем рода Намов считается Нам Мин (настоящее имя Ким Чхунъ), живший в танском Китае, а затем обосновавшийся в государстве Силла и получивший от короля новую фамилию Нам. Три сына Нам Чжинёна, потомка Нам Мина в 7-м поколении, образовали три рода. Старший сын Хонъбо — «Ёнънянъ», средний сын Кунбо — «Ыйрёнъ», а младший Кванъбо — «Косонъ».

## Персоналии
- Нам (значения) — список статей о носителях фамилии

Род среднего сына Кунбо «Ыйрёнъ» дал 6 министров, 6 выдающихся учёных-чиновников. Среди потомков двух братьев заслуженных чиновников, Нам Дэ и Нам Ына, особенно, у Нам Дэ было много министров и учёных.
В истории остались имена крупных государственных деятелей: Нам Джи — министр; Нам Ган — литератор, работавший в отделе, где готовились речь и приказы короля; Нам ХвиТхэчжона — зять короля.
В период правления короля Чжунъчжона были известны министр Нам Кон, выдающийся полководец Нам И.
В период правления короля Ёнъчжо — Нам Юёнъ ученый.
В период правления короля Сунчжо — Нам Конъчхоль, первый министр.
В период правления короля Чхольчжона — Нам Пёнъчхоль, королевский академик.
В период правления короля Инчжо — Нам Иунъ, министр.
В период правления короля Хёчжона один из трёх внуков Нам Исина — брата Нам Икона, работавший в то время королевским инспектором в уезде Кёнъсанъдо, образовал новую ветвь «Чханъмёнъконъпха».